# Thomas Röhler
Thomas Röhler (Jena, 30 settembre 1991) è un giavellottista tedesco, campione olimpico a Rio de Janeiro 2016 con la misura di 90,30 m.

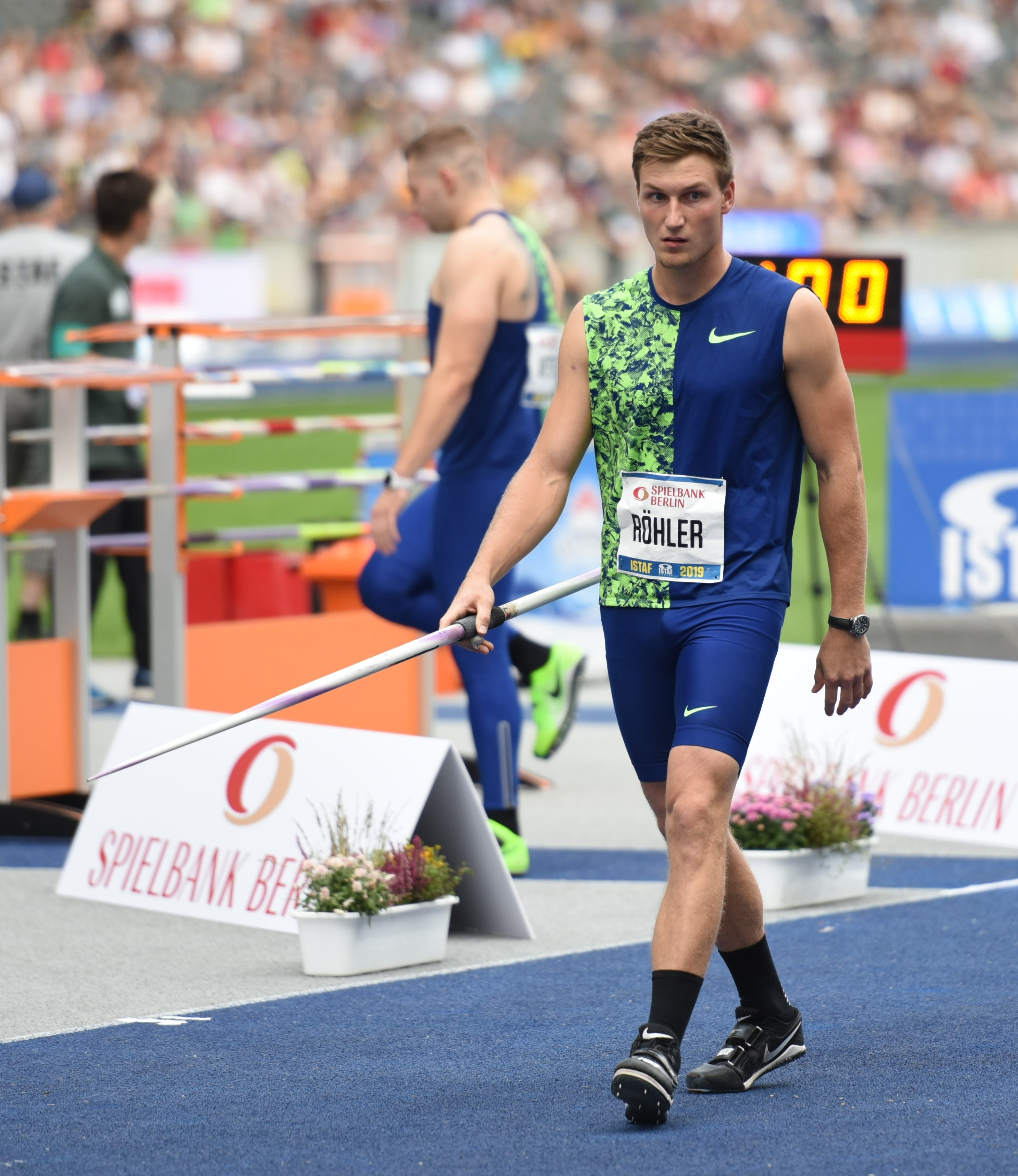
Röhler, 2019

È il terzo miglior giavellottista di tutti i tempi con la misura di 93,90 m, stabilita a Doha il 5 maggio 2017.

## Palmarès
| Anno | Manifestazione    | Sede           | Evento                 | Risultato | Prestazione | Note                                     |
| ---- | ----------------- | -------------- | ---------------------- | --------- | ----------- | ---------------------------------------- |
| 2010 | Mondiali juniores | Moncton        | Lancio del giavellotto | 9º        | 69,93 m     |                                          |
| 2011 | Europei under 23  | Ostrava        | Lancio del giavellotto | 7º        | 78,20 m     | Miglior prestazione personale            |
| 2012 | Europei           | Helsinki       | Lancio del giavellotto | 13º (q)   | 78,89 m     |                                          |
| 2013 | Europei under 23  | Tampere        | Lancio del giavellotto | Bronzo    | 81,74 m     |                                          |
| 2013 | Mondiali          | Mosca          | Lancio del giavellotto | 29º (q)   | 74,45 m     |                                          |
| 2014 | Europei           | Zurigo         | Lancio del giavellotto | 12º       | 70,31 m     |                                          |
| 2015 | Mondiali          | Pechino        | Lancio del giavellotto | 4º        | 87,41 m     |                                          |
| 2016 | Europei           | Amsterdam      | Lancio del giavellotto | 5º        | 80,78 m     |                                          |
| 2016 | Giochi olimpici   | Rio de Janeiro | Lancio del giavellotto | Oro       | 90,30 m     | Miglior prestazione personale stagionale |
| 2017 | Mondiali          | Londra         | Lancio del giavellotto | 4º        | 88,26 m     |                                          |
| 2018 | Europei           | Berlino        | Lancio del giavellotto | Oro       | 89,47 m     |                                          |
| 2019 | Mondiali          | Doha           | Lancio del giavellotto | 23º (q)   | 79,23 m     |                                          |
| 2022 | Europei           | Monaco         | Lancio del giavellotto | 22º (q)   | 71,31 m     |                                          |

## Altre competizioni internazionali
2013
- Campionati europei a squadre di atletica leggera ( Gateshead)

2017
- Campionati europei a squadre di atletica leggera ( Villeneuve-d'Ascq)

2014
- Vincitore della Diamond League nella specialità del lancio del giavellotto (15 punti)

2018
- Oro in Coppa continentale ( Ostrava), lancio del giavellotto - 87,07 m